# Abd ar-Rahman al-Bazaz
Abd ar-Rahman al-Bazaz, iraški general in politik, * 1913, Bagdad † 1973.
Bazaz je bil minister za zunanje zadeve Iraka (1965), predsednik Iraka (1966) in predsednik vlade Iraka (1967).